# Форт-Монтгомері (Нью-Йорк)
Форт-Монтгомері (англ. Fort Montgomery) — переписна місцевість (CDP) в США, в окрузі Орандж штату Нью-Йорк. Населення — 1627 осіб (2020).

## Географія
Форт-Монтгомері розташований за координатами 41°20′34″ пн. ш. 73°59′14″ зх. д. / 41.34278° пн. ш. 73.98722° зх. д. (41.342865, -73.987180).  За даними Бюро перепису населення США в 2010 році переписна місцевість мала площу 3,92 км², з яких 3,84 км² — суходіл та 0,08 км² — водойми.

## Демографія
Згідно з переписом 2010 року, у переписній місцевості мешкала 1571 особа в 635 домогосподарствах у складі 434 родин. Густота населення становила 400 осіб/км².  Було 724 помешкання (185/км²).
Расовий склад населення:
| - 86,1 % — білих - 3,6 % — чорних або афроамериканців - 1,2 % — азіатів - 0,8 % — корінних американців - 4,9 % — осіб інших рас |

До двох чи більше рас належало 3,4 %. Частка іспаномовних становила 10,9 % від усіх жителів.
За віковим діапазоном населення розподілялося таким чином: 20,9 % — особи молодші 18 років, 65,8 % — особи у віці 18—64 років, 13,3 % — особи у віці 65 років та старші. Медіана віку мешканця становила 43,0 року. На 100 осіб жіночої статі у переписній місцевості припадало 104,6 чоловіків;  на 100 жінок у віці від 18 років та старших — 103,3 чоловіків також старших 18 років.
Середній дохід на одне домашнє господарство  становив 102 050 доларів США (медіана — 92 250), а середній дохід на одну сім'ю — 103 746 доларів (медіана — 93 750). Медіана доходів становила 63 882 долари для чоловіків та 45 313 долари для жінок. За межею бідності перебувало 9,0 % осіб, у тому числі 20,5 % дітей у віці до 18 років та 0,0 % осіб у віці 65 років та старших.
Цивільне працевлаштоване населення становило 928 осіб. Основні галузі зайнятості: освіта, охорона здоров'я та соціальна допомога — 34,2 %, мистецтво, розваги та відпочинок — 13,4 %, роздрібна торгівля — 11,4 %.